# Mastigoproctus tohono
Espèce
Mastigoproctus tohono est une espèce d'uropyges de la famille des Thelyphonidae.

## Distribution
Cette espèce se rencontre aux États-Unis dans le Sud de l'Arizona, au Mexique dans le Nord-Est du Sonoraet en Taiwan.

## Description
Les mâles mesurent jusqu'à 56,5 mm et les femelles jusqu'à 59,4 mm.

## Étymologie
Cette espèce est nommée en l'honneur des Tohono O'odham.

## Publication originale
- Barrales-Alcalá, Francke & Prendini, 2018 : Systematic revision of the giant vinegaroons of the Mastigoproctus giganteus complex (Thelyphonida, Thelyphonidae) of North America. (Bulletin of the American Museum of Natural History, no 418, p. 1-64 (texte intégral).